# Li Shufang
Li Shufang (chiń. 李淑芳; ur. 6 maja 1979 w Qingdao) – chińska judoczka. Dwukrotna olimpijka. Srebrna medalistka z Sydney 2000 i odpadła w eliminacjach w Atenach 2004. Walczyła w kategorii 63 kg.
Brązowa medalistka igrzysk azjatyckich w 2002. Najlepsza na igrzyskach Azji Wschodniej w 2001. Trzecia na mistrzostwach Azji w 1997 i 2004 roku.

## Letnie Igrzyska Olimpijskie 2000
| Konkurencja | Walki                   | Walki                     | Walki             | Walki                        | Klas. końcowa |
| Konkurencja | 1/8                     | 1/4                       | 1/2               | Finał                        | Miejsce       |
| ----------- | ----------------------- | ------------------------- | ----------------- | ---------------------------- | ------------- |
| 63 kg       | Olga Artamonova (KGZ) W | Gella Vandecaveye (BEL) W | Jenny Gal (ITA) W | Séverine Vandenhende (FRA) P | II            |

## Letnie Igrzyska Olimpijskie 2004
| Konkurencja | Walki                         | Klas. końcowa  |
| Konkurencja | 1/8                           | Miejsce        |
| ----------- | ----------------------------- | -------------- |
| 63 kg       | Marie-Hélène Chisholm (CAN) P | pierwsza runda |